# Herebord von Bismarck
Herebord von Bismarck (auch: Herbord, Heribert, Herbert), urkundlich Herbordus de Bismarck, (* um 1200 in Stendal; † 9. Juni 1280 ebenda) ist der erste geschichtlich nachweisbare Vertreter des Geschlechts Bismarck, dem insbesondere der Kanzler des Norddeutschen Bundes und des Deutschen Reiches Otto von Bismarck entstammte. Er lebte im 13. Jahrhundert und wurde erstmals 1270 als Gildemeister (auch Aldermann, als Ältester der Gilde) und Schultheiß in Stendal erwähnt. Der Name geht auf das westlich von Stendal gelegene Städtchen Bismark (Altmark) zurück. Sein Urenkel, Nikolaus von Bismarck (Klaus), sei „wohl der erste Ritterbürtige“ des Geschlechts gewesen.